# Tachina rohdendorfi
Tachina rohdendorfi är en tvåvingeart som beskrevs av Chao 1962. Tachina rohdendorfi ingår i släktet Tachina och familjen parasitflugor. Inga underarter finns listade i Catalogue of Life.